# Henri Magne
Henri Magne (Brive-la-Gaillarde, 9 maggio 1953 – Ouarzazate, 5 giugno 2006) è stato un copilota di rally francese, specializzato nei rally raid, vincitore di due edizioni del Rally Dakar, nel 1997 con Kenjirō Shinozuka e nel 2000 con Jean-Louis Schlesser.

## Biografia
Navigatore di grande esperienza aveva partecipato a diverse edizioni della Dakar, viveva ad Andorra con la moglie Lucette. Aveva vinto oltre alle due Dakar, anche tre Rally di Tunisia ed altrettanti Rally del Marocco.

### La tragica morte
Nel corso della 6ª ed ultima tappa del Rally del Marocco del 2006, il pilota spagnolo Nani Roma perdeva il controllo del mezzo, subito Magne era apparso quello nelle condizioni più critiche, la sua morte fu infatti dichiarata solo poche ore dopo.

## Piloti
Nella sua lunghissima carriera Magne è stato apprezzato navigatore di parecchi top driver.
- Pierre Lartigue  (1990[4]) su Mitsubishi
- Kenjirō Shinozuka (dal 1988 al 1999) su Mitsubishi
- Jean-Louis Schlesser (dal 2000 al 2002) su Buggy Schlesser
- Carlos Sousa (dal 2003 al 2004) su Mitsubishi
- Luc Alphand (2004) su Mitsubishi
- Nani Roma (dal 2005 al 2006) su Mitsubishi

## Palmarès

### Rally Dakar
| Anno | Mezzo                       | Pilota               | Pos. |
| ---- | --------------------------- | -------------------- | ---- |
| 1988 | Mitsubishi Pajero           | Kenjirō Shinozuka    | 2º   |
| 1989 | Mitsubishi Pajero           | Kenjirō Shinozuka    | 6º   |
| 1990 | Mitsubishi Pajero           | Kenjirō Shinozuka    | 5º   |
| 1991 | Mitsubishi Pajero           | Kenjirō Shinozuka    | Rit. |
| 1992 | Mitsubishi Pajero           | Kenjirō Shinozuka    | 3º   |
| 1993 | Mitsubishi Pajero           | Kenjirō Shinozuka    | 5º   |
| 1994 | Mitsubishi Pajero           | Kenjirō Shinozuka    | Rit. |
| 1995 | Mitsubishi Pajero           | Kenjirō Shinozuka    | 3º   |
| 1996 | Mitsubishi Pajero           | Kenjirō Shinozuka    | 17º  |
| 1997 | Mitsubishi Pajero Evolution | Kenjirō Shinozuka    | 1º   |
| 1998 | Mitsubishi Pajero Evolution | Kenjirō Shinozuka    | 2º   |
| 1999 | Mitsubishi Pajero Evolution | Kenjirō Shinozuka    | 4º   |
| 2000 | Buggy Schlesser             | Jean-Louis Schlesser | 1º   |
| 2001 | Buggy Schlesser             | Jean-Louis Schlesser | 3º   |
| 2002 | Buggy Schlesser             | Jean-Louis Schlesser | Rit. |
| 2003 | Mitsubishi Pajero Evolution | Carlos Sousa         | 4º   |
| 2004 | Mitsubishi Pajero Evolution | Luc Alphand          | 4º   |
| 2005 | Mitsubishi Pajero Evolution | Nani Roma            | 6º   |
| 2006 | Mitsubishi Pajero Evolution | Nani Roma            | 3º   |

### Altri risultati
1990
- al Rally di Tunisia con Pierre Lartigue

1993
- al Rally di Tunisia con Saeed Al Hajri

2000
- al Rally di Tunisia con Jean-Louis Schlesser
- al Rally del Marocco con Jean-Louis Schlesser

2001
- al Rally del Marocco con Jean-Louis Schlesser
- al Rally Transibérico con Jean-Louis Schlesser

2002
- al Rally del Marocco con Jean-Louis Schlesser

2003
- in Coppa del mondo rally raid con Carlos Sousa
- al Rally Transibérico con Carlos Sousa

2004
- al Rally Transibérico con Carlos Sousa

2006
- al Rally Transibérico con Nani Roma